# Es war einmal … die Entdeckung unserer Welt
Es war einmal … die Entdeckung unserer Welt (französisch Il était une fois… les Explorateurs) ist eine französische Zeichentrickserie, die 1996 entstand und zu einer Reihe von Serien mit dem Titel Es war einmal … gehört. 2009 erschien die Serie unter dem Titel Es war einmal … Abenteurer & Entdecker auf DVD.

## Produktion und Veröffentlichung
Die Serie wurde vom französischen Studio Procidis unter der Leitung von Albert Barillé produziert. Die Musik komponierte Michel Legrand. Ausstrahlungen fanden in und auf folgenden Ländern und Sendern statt:
| Land                   | Sender                                     |
| ---------------------- | ------------------------------------------ |
| Frankreich             | France 3, Canal+, ARTE                     |
| Kanada                 | CBC Television, Télévision de Radio-Canada |
| Spanien                | Televisión Española (TVE)                  |
| Deutschland            | ARD, WDR, SWF, KiKa, ARTE                  |
| Österreich             | ORF                                        |
| Italien                | Italia 1                                   |
| Schweiz                | TSR (französisch), RTSI (italienisch)      |
| Belgien                | RTBF                                       |
| Polen                  | Telewizja Polska (TVP), TV Puls            |
| Portugal               | RTP                                        |
| Schweden               | Sveriges Television (SVT)                  |
| Irland                 | RTÉ                                        |
| Vereinigtes Königreich | Channel 4                                  |
| Island                 | Sjónvarpið (RÚV)                           |
| Türkei                 | Kanal D                                    |
| Ungarn                 | Minimax                                    |

## Episodenliste
Die Serie erzählt von den Entdeckern neuer Länder und Kontinente in der Geschichte der Menschheit.
In Folge 1 wird die Minoische Eruption als Untergang minoischen Kultur angesehen (heute ist es umstritten), auch der Sagenheld Odysseus wird mit seinen Reisen erwähnt. Des Weiteren finden sich die Reisen von Hanno der Seefahrer und Pytheas wieder. In Folge 6 ist Zheng He der Protagonist. In Folge 17 wird Bezug auch auf die Zusammenhänge von John Montagu, 4. Earl of Sandwich und den Südlichen Sandwichinseln genommen. In Folge 25 wird mit der Bergbesteigung des Mont Aiguille 1492 das Bergsteiger-Zeitalter eingeläutet. 1950 gelang mit der Besteigung des Annapurna die Besteigung des ersten 8.000`er. Auch Reinhold Messner findet Erwähnung, der als erster ohne Flaschensauerstoff auf den höchsten Gebirgen stand.   

| Nr. | Deutscher Titel        | Thema                         | Französischer Titel                                     |
| --- | ---------------------- | ----------------------------- | ------------------------------------------------------- |
| 1   | Die ersten Seefahrer   | Das Abenteuer beginnt         | Les premiers navigateurs                                |
| 2   | Alexander der Große    | Bis an die Ufer des Indus     | Alexandre le Grand                                      |
| 3   | Erik der Rote          | Das Grüne Land                | Eric le Rouge et la découverte de l'Amérique            |
| 4   | Dschingis Khan         | Das Reich der Mongolen        | Gengis Khan                                             |
| 5   | Ibn Battuta            | Auf den Spuren Marco Polos    | Ibn Battuta sur les traces de Marco Polo                |
| 6   | Die großen Dschunken   | Aufbruch in China             | Les Grandes Jonques                                     |
| 7   | Vasco da Gama          | Der Seeweg nach Indien        | Vasco de Gama                                           |
| 8   | Thurn & Taxis          | Die Post kommt                | Les taxis et la première poste                          |
| 9   | Die Brüder Pinzón      | Mit Columbus auf großer Fahrt | Les frères Pinzon - la face cachée de Christophe Colomb |
| 10  | Amerigo Vespucci       | Ein Name für einen Kontinent  | Amerigo Vespucci et le Nouveau Monde                    |
| 11  | Fernando de Magellan   | Der erste Weltumsegler        | Magellan et Del Cano - Le premier tour du monde         |
| 12  | Cabeza de Vaca         | Das unbekannte Land           | Cabeza de Vaca                                          |
| 13  | Bering                 | Ein Däne in Sibirien          | Béring                                                  |
| 14  | Tasman & Bougainville  | Der Traum von der Südsee      | Bougainville et le Pacifique                            |
| 15  | Bruce                  | Die Quellen des Nils          | Bruce et les sources du Nil                             |
| 16  | La Condamine           | Entlang des Äquators          | La Condamine                                            |
| 17  | James Cook             | Die Eroberung des Pazifik     | James Cook                                              |
| 18  | Alexander von Humboldt | Ein Berliner geht auf Reisen  | Humboldt                                                |
| 19  | Lewis & Clark          | Abenteuer in Far West         | Lewis & Clark                                           |
| 20  | Stuart & Burke         | Mitten durch Australien       | Stuart & Burke et l'Australie                           |
| 21  | Stanley & Livingstone  | Die unbekannte Welt Afrikas   | Stanley & Livingstone                                   |
| 22  | Amundsen               | Die Faszination der Pole      | Roald Amundsen et le Pôle Sud                           |
| 23  | Alexandra David-Néel   | Aufbruch nach Lhasa           | Alexandra David Neel et le Tibet                        |
| 24  | Piccard                | Bis zum Grund des Ozeans      | Piccard - des sommets aux Abysses                       |
| 25  | Hillary & Co.          | Auf die Gipfel der Welt       | Vers les cimes                                          |
| 26  | Die Zukunft            | Das Abenteuer fängt erst an   | Vers les étoiles                                        |

## Synchronisation
Die Synchronisation erfolgte durch Deutsche Synchron KG. Dialogregie und -buch führte Matthias Müntefering. 
| Rolle                       | französischer Sprecher | deutscher Sprecher    |
| --------------------------- | ---------------------- | --------------------- |
| Maestro                     | Roger Carel            | Hans-Werner Bussinger |
| Pierrot                     | Olivier Destrez        | Frank Schröder        |
| Zwerg                       | Patrick Préjean        | Wilfried Herbst       |
| Dicknase                    |                        | Tilo Schmitz          |
| Peter der Große, James Cook |                        | Bodo Wolf             |